# Halichoeres cyanocephalus
Halichoeres cyanocephalus es una especie de peces de la familia Labridae en el orden de los Perciformes.

## Morfología
Los machos pueden llegar alcanzar los 30 cm de longitud total.

## Distribución geográfica
Se encuentra desde Florida (Estados Unidos) y Antillas hasta Brasil.